# Zou Kai
Zou Kai (鄒凱T, 邹凯S, Zōu KǎiP; Luzhou, 25 febbraio 1988) è un ginnasta cinese.
È un membro del team che, ai Campionati Mondiali e agli Giochi Asiatici del 2006, ha vinto l'oro al concorso a squadre. Alle Olimpiadi del 2008 vince anche tre ori olimpici: al concorso a squadre, alla sbarra e al corpo libero. Nel 2009 è nominato come "Breakthrough of the Year" ai Laureus World Sport Award.

## Carriera
Diventa un ginnasta d'élite nel 2005, a diciassette anni. La sua prima competizione da Senior avviene ai World Cup di Stoccarda, Germania, dove l'atleta vince l'argento al corpo libero. Alla sbarra, invece, non vince alcuna medaglia ma arriva settimo. In seguito, ai World Cup di Glasgow, vince un'altra medaglia d'argento al corpo libero. Nello stesso anno, partecipa ai Turnier der Meister, dove arriva terzo al corpo libero, sua specialità.
L'anno successivo, partecipa ai World Cup di Lione, Francia, e vince due medaglie: quella di bronzo alla sbarra e quella d'argento al corpo libero. Compete poi ai Campionati del Mondo ad Aarhus, Danimarca, dove contribuisce a far vincere al team cinese la medaglia d'oro al concorso generale a squadre. Termina il 2006 partecipando ai Giochi Asiatici, dove il giovane atleta vince la medaglia d'oro al concorso generale a squadre e al corpo libero, l'argento alla sbarra.
Nel 2007 prende parte alla World Cup di Parigi/Bercy. Qui, dopo una lunga contesa, riesce a vincere la medaglia d'argento. Più tardi, ai Campionati Mondiali di Stoccarda, Germania, ripete il successo dell'anno successivo e vince l'oro al concorso generale a squadre. Arriva sesto al corpo libero.
Debutta alle Olimpiadi Estive del 2008 a Pechino, dove contribuisce a far vincere l'oro alla squadra al concorso generale. Vince anche due medaglie d'oro individuali: al corpo libero (16.050 punti) e alla sbarra (16.200 punti). Zou è il secondo ginnasta cinese ad aver vinto tre medaglie ad una sola Olimpiade (insieme a Li Ning alle Olimpiadi del 1984). Nello stesso anno, partecipa ai World Cup di Shanghai, dove vince l'oro al corpo libero. Conclude quest'anno di successi partecipando ai World Cup di Taijin: vince l'oro alla sbarra.
Finite le Olimpiadi, Zou Kai decide di mettere all'asta una delle sue medaglie e donare il ricavato alle vittime del disastro a Sichuan, la sua città natale. La medaglia scelta è quella d'oro vinta alle Olimpiadi al corpo libero.